# إيفون هوبير
إيفون هوبير هي معلمة موسيقى وعازفة بيانو كندية، ولدت في 28 مايو 1895 في Mouscron ‏ في بلجيكا، وتوفيت في 8 يونيو 1988 في مونتريال في كندا.